# Đuro Stantić
Đuro Stantić je (Subotica, 19. kolovoza 1878. – Subotica, 9. srpnja 1918.) je bio bački Hrvat, višestruki državni rekorder i reprezentativac, vrhunski športaš i sudionik Olimpijskih igara, pobjednik međuolimpijskih igara 1906. godine. U izvorima se često spominje u obliku György Sztantics.
Bio je sudionikom svjetskog prvenstva u Berlinu 1901. Stazu od 75 km je prešao za 8 sati, 46 minuta i 24 sekunde. 
Na Međuolimpijskim igrama u Ateni 1906. je osvojio zlatno odličje u brzom hodanju na 3000 metara. Pored te discipline, na tim igrama je nastupio i na 1500 metara u brzom hodanju, gdje je bio 7.
Bio je sudionik brojnih atletskih natjecanja, a bio je pobjednikom u Pragu, Beču, Budimpešti, Kolozsváru, Gradcu (u Austriji), Segedinu i Novom Sadu. 
Nastupao je za Mađarsku.
Palićki kipar Franjo Mačković podigao mu je spomenik u Subotici koji je otkriven 7. rujna 2019.